# NGC 2431
NGC 2431 (również NGC 2436, PGC 21711 lub UGC 3999) – galaktyka spiralna z poprzeczką (SBa), znajdująca się w gwiazdozbiorze Rysia.
Odkrył ją William Herschel 17 marca 1790 roku, zaś John Dreyer skatalogował ją jako NGC 2431. Prawdopodobnie galaktykę tę obserwował też John Herschel 16 lutego 1831 roku, lecz przy obliczaniu pozycji popełnił błąd w odległości biegunowej wielkości jednego stopnia. W wyniku tego błędu uznał, że zaobserwował nowy obiekt, zaś Dreyer skatalogował później jego obserwację jako NGC 2436.
W galaktyce NGC 2431 zaobserwowano supernową SN 2011bh.